# Tha Khantho (huyện)
Tha Khantho (tiếng Thái: ท่าคันโท) là huyện cực tây bắc (‘‘amphoe’’) của tỉnh Kalasin, đông bắc Thái Lan.

## Địa lý
Các huyện giáp ranh (từ phía nam theo chiều kim đồng hồ) là Nong Kung Si của tỉnh Kalasin, Kranuan của tỉnh Khon Kaen, Kumphawapi, Si That và Wang Sam Mo của tỉnh Udon Thani.

## Lịch sử
Tiểu huyện (King Amphoe) Tha Khantho được thành lập ngày 1 tháng 10 năm 1962, khi hai tambon Tha Khantho and Khok Khruea được tách khỏi Sahatsakhan. Đơn vị này đã được nâng thành huyện ngày 2 tháng 10 năm 1965. Khok Khruea sau đó đã được chuyển sang huyện Nong Kung Si.

## Hành chính
Huyện này được chia thành 6 phó huyện (tambon), các đơn vị này lại được chia thành 59 làng (muban). Tha Khantho là một thị trấn (thesaban tambon) which nằm trên lãnh thổ toàn bộ  ‘‘tambon’’  Tha Khantho và một số khu vực của Na Tan. Ngoài ra có 6 Tổ chức hành chính tambon (TAO).
| Số TT | Tên         | Tên tiếng Thái | Số làng | Dân số |  |
| ----- | ----------- | -------------- | ------- | ------ |  |
| 1.    | Tha Khantho | ท่าคันโท         | 9       | 5.770  |  |
| 2.    | Kung Kao    | กุงเก่า          | 11      | 6.608  |  |
| 3.    | Yang Um     | ยางอู้ม          | 6       | 4.412  |  |
| 4.    | Kut Chik    | กุดจิก           | 11      | 5.457  |  |
| 5.    | Na Tan      | นาตาล          | 13      | 10.433 |  |
| 6.    | Dong Sombun | ดงสมบูรณ์        | 9       | 4.613  |  |